# Розкошівка (станція)
Розкошівка — проміжна залізнична станція 5-го класу Шевченківської дирекції Одеської залізниці на неелектрифікованій лінії Вапнярка — Христинівка між станціями Кублич (16 км) та Христинівка (16 км). Розташована в однойменному селищі Гайсинського району Вінницької області.

## Історія
Станція відкрита 19 листопада 1890 року, одночасно з відкриттям руху поїздів лінією Вапнярка — Христинівка.

## Пасажирське сполучення
На станції Розкошівка зупиняються поїзди приміського сполучення Вапнярка — Умань, яким з лютого 2020 року від станції Христинівка продовжено маршрут руху до  Умані.